# Virale hemorragische koorts
Virale hemorragische koorts is een ziekte veroorzaakt door een virus. Afhankelijk van het virus kan het ziekteverloop mild tot ernstig zijn. De virussen die hemorragische koorts veroorzaken zijn RNA-virussen. Ze worden voornamelijk verspreid door dieren zoals steekmuggen, teken en knaagdieren. Hemorragische koorts is vaak moeilijk te herkennen. De mortaliteit varieert tussen de 25% en 90%. Behoudens een paar uitzonderingen bestaat er geen behandeling tegen hemorragische koorts. Behandeling is gericht op symptoombestrijding.

## Oorzaak
De volgende families van virussen kunnen hemorragische koorts veroorzaken:
- Filovirussen (waaronder Ebolavirus en Marburgvirus)
- Arenavirussen (Lassakoorts)
- Flavivirussen (waaronder virussen die Japanse encefalitis, gele koorts en dengue veroorzaken)
- Bunyavirussen (Krim-Congo-hemorragische koorts)

## Symptomen
Behalve koorts zijn er klachten van vermoeidheid, duizeligheid, zwakte en spierpijn. Omdat deze verschijnselen ook kunnen voorkomen bij andere ziekten is vaak een differentiaaldiagnose noodzakelijk. Bij een ernstig ziektebeloop kan er sprake zijn van bloedingen. Dit kan zijn inwendig, onder de huid en in organen, of bloedingen via de neus, mond, ogen  en oren. Daarnaast bestaat er kans op shock, nierfalen en neurologische verschijnselen als coma en delier. Ook kan er sprake zijn van meervoudig orgaanfalen (MOF) waarbij het functioneren van meerdere organen tegelijk ernstig verstoord is.

## Incubatie
De incubatieperiode bedraagt maximaal 21 dagen.

## Voorkomen en besmetting
Omdat de virussen worden verspreid door dieren, komt hemorragische koorts voor op de plaatsen waar mensen direct contact hebben met deze dieren (via slacht en voeding, insectenbeten of met uitwerpselen besmet voedsel), zoals Afrika, Zuid-Amerika en Azië. Ook zijn besmettingen in het Midden-Oosten en Oost-Europa bekend. Bij een aantal virussen kan besmetting van mens op mens plaatsvinden door middel van direct contact van beschadigde huid of slijmvlies met bloed en lichaamsvloeistoffen (zoals zweet, braaksel, traanvocht en speeksel) en indirect contact met oppervlakken besmet met bloed en lichaamsvloeistoffen. Besmetting via aerosolen is nooit aangetoond.
Hemorragische koorts komt sporadisch en onregelmatig voor. Uitbraken zijn moeilijk te voorspellen.

## Diagnostiek
Diagnose wordt gesteld door bloedonderzoek naar het voorkomen van antigenen, antistof en genoomdetectie.